# Geoperingueyia grandidens
Geoperingueyia grandidens är en mångfotingart som beskrevs av Lawrence 1963. Geoperingueyia grandidens ingår i släktet Geoperingueyia och familjen storjordkrypare. Inga underarter finns listade i Catalogue of Life.